# Afghanistan Champions League
Die Afghanistan Champions League ist eine professionelle Fußballliga für Männer in Afghanistan. Sie ist der Nachfolger der bis 2020 ausgetragenen Afghan Premier League. Ausgetragen wird die Liga vom afghanischen Fußballverband (AFF). Am Spielbetrieb nehmen zwölf Mannschaften teil.

## Geschichte
Die Liga wurde 2021 gegründet. Es traten zwölf Mannschaften aus Kabul, Herat und Balch an. Den ersten Meistertitel sicherte sich der FC Sorkh Poshan Khafi. 2023 wurde aufgrund der Finanzkrise kein Wettbewerb ausgetragen.

## Teilnehmende Mannschaften 2024/25
| Mannschaft            | Standort  |
| --------------------- | --------- |
| Abu Muslim FC         | Farah     |
| Adalat Farah FC       | Farah     |
| Aino Mina FC          | Kandahar  |
| Attack Energy FC      | Herat     |
| Istiqlal FC           | Kabul     |
| MGM Khadim            | Sar-i Pul |
| Khurasan FC           | Faryab    |
| Mawj Sahel FC         | Balch     |
| Perozi Kabul FC       | Kabul     |
| Sarrafan FC           | Herat     |
| Sarsabz Yashlar FC    | Faryab    |
| FC Sorkh Poshan Khafi | Herat     |

## Meisterhistorie
| Saison  | Meister               | Vizemeister           |
| ------- | --------------------- | --------------------- |
| 2021    | FC Sorkh Poshan Khafi | Istiqlal FC           |
| 2022    | Attack Energy FC      | Abu Muslim FC         |
| 2023    | Keine Austragung      | Keine Austragung      |
| 2024    | Attack Energy FC      | FC Sorkh Poshan Khafi |
| 2024/25 | Abu Muslim FC         | Attack Energy FC      |

## Rangliste
| Verein                | Meister | Saison     |
| --------------------- | ------- | ---------- |
| Attack Energy FC      | 2       | 2022, 2024 |
| FC Sorkh Poshan Khafi | 1       | 2021       |
| Abu Muslim FC         | 1       | 2024/25    |